# نابرژنی (شهرستان کارماسکالینسکی، باشقیرستان)
نابرژنی (انگلیسی: Naberezhny, Karmaskalinsky District, Republic of Bashkortostan) یک شهرک در شهرستان کارماسکالینسکی استان باشقیرستان کشور روسیه است.